# Nationaler Tag der Frau (Osttimor)

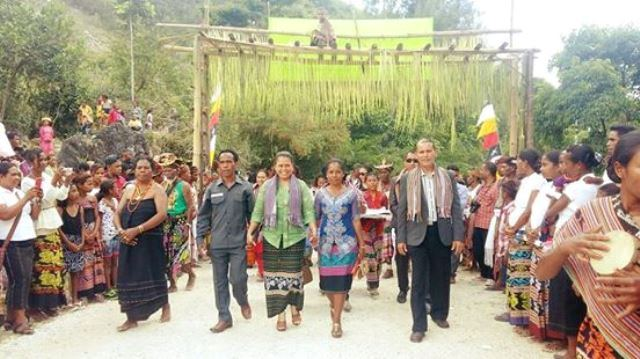
Gedenkveranstaltung für Maria in Tapo (2016)

Der 3. November ist der Nationale Tag der Frau in Osttimor (tetum Loron Nasionál Feto Timor-Leste) und ist ein offizieller Gedenktag. Er wurde mit dem Gesetz 10/2005 vom 10. August 2005 festgelegt. Gedenktage sind keine Urlaubstage, Arbeitnehmern kann aber frei gegeben werden.
Als Datum wurde der Tag gewählt, an dem 1975 Maria Tapó bei der Verteidigung ihres Heimatdorfes Tapo (Gemeinde Bobonaro) ums Leben kam. Sie gilt als erste weibliche Freiheitskämpferin, die in dem Konflikt, der bis 1999 anhielt, im Kampf fiel. In dieser Zeit versuchten die Indonesier mit der Operation Flamboyan die Grenzgebiete Osttimors zu besetzen, behaupteten aber dass diese Angriffe von osttimoresischen Kräften ausgeführt würden, die seit dem Bürgerkrieg in Osttimor gegen die dominierende Partei FRETILIN kämpfte. Das Land galt zu diesem Zeitpunkt noch als Kolonie Portugiesisch-Timor, auch wenn die portugiesische Herrschaft bereits zusammengebrochen war. Erst am 28. November erfolgte die einseitig die Ausrufung der Unabhängigkeit durch die FRETILIN, um internationale Hilfe zu erhalten. Neun Tage später begann Indonesien mit der Operation Seroja, der Besetzung der Hauptstadt Dili und der offenen Invasion des Landes. Die Besetzung Osttimors sollte erst 1999 enden.
Bereits 1976 schlug der damalige Premierminister der FRETILIN-Regierung im Untergrund Nicolau dos Reis Lobato den 3. November als Nationalen Frauentag zu begehen. Dieser Vorschlag wurde 1977 bei einem Treffen des Zentralkomitees der FRETILIN (CCF), von der OPMT (Organização Popular de Mulheres Timorense), der Frauenorganisation der FRETILIN gefeiert und im endgültig unabhängigen Osttimor 2005 gesetzlich festgelegt.
Mit dem Gedenktag soll in Besonderem dem Beitrag der Frauen im Unabhängigkeitskampf gegen Indonesien gedacht und das nationale Bewusstsein für die Rechte der Frauen als Bürgerinnen geschärft werden. Präsident Francisco Guterres erklärte 2021, die Gleichberechtigung der Geschlechter habe nicht erst mit der endgültigen Unabhängigkeit 2002 begonnen, sondern sei bereits im nationalen Befreiungskampf begonnen worden und habe sich seitdem weiter entwickelt. Gleichzeitig kritisierte das Staatsoberhaupt die weiterhin weit verbreitete häusliche Gewalt und den sexuellen Missbrauch.